# Inwazja porywaczy ciał (powieść)
Inwazja porywaczy ciał (tyt. oryg. The Body Snatchers) – amerykańska powieść fantastycznonaukowa. Jej autorem jest Jack Finney. Pierwotnie była publikowana w odcinkach w listopadzie i grudniu 1954 w magazynie „Collier’s”. W 1955 została wydana w formie książki. Pierwsze wydanie miało 191 stron. W Polsce książka ukazała się w 1993 nakładem wydawnictwa PIK w ramach serii Mistrzowie Grozy, w tłumaczeniu Henryka Makarewicza. Powieść była kilkukrotnie ekranizowana.

## Fabuła
Opisuje ona Marin w Kalifornii, w której pojawiły się tajemnicze kosmiczne nasiona. Po wyrośnięciu zastępują śpiących ludzi doskonałymi kopiami, które mają tę samą wiedzę i wspomnienia, ale nie są zdolne do odczuwania emocji. Żyją tylko pięć lat i mogą rozmnażać się płciowo. Jeśli nie zostaną powstrzymane, zmienią Ziemię w martwą planetę i przeniosą się do kolejnego świata.

## Adaptacje filmowe
- 1956: Inwazja porywaczy ciał – reż. Don Siegel
- 1978: Inwazja łowców ciał – reż. Philip Kaufman
- 1993: Porywacze ciał – reż. Abel Ferrara
- 2007: Inwazja – reż. Oliver Hirschbiegel